# Johan Falck
Johan August Falck, född 14 augusti 1909 i Maria Magdalena församling i Stockholm, död 19 juni 1983 i Helsingborg, var en svensk regissör, teaterchef och sångtextförfattare. Han var son till de legendariska skådespelarna August Falck och Manda Björling. Han var också halvbror till skådespelerskan Renée Björling.

## Biografi
Falck satte upp August Strindbergs Påsk på Dramaten i april 1939 med Signe Hasso som Eleonora och Frank Sundström som Benjamin. Hans halvsyster Renée Björling var också med som Kristina. Han satte dessförinnan upp Julien Luchaires Ungdom i fjällen, som elevproduktion.
Johan Falck var teaterchef för Stadsteatern Norrköping-Linköping åren 1947–1953. Det året bytte han och John Zacharias chefsposter med varandra och han efterträdde Zaharias som teaterchef för Helsingborgs stadsteater, åren 1953–1959. 
Därefter var han 1:ste regissör och dramaturg vid Göteborgs stadsteater åren 1959–1973 tillika med Styrelseordförande för Statens Scenskola i Göteborg  åren 1964–1966.
Falck är gravsatt i Södra minneslunden på begravningsplatsen vid Helsingborgs krematorium.

## Filmografi
Regi
- 1939 – Skärgård
- 1941 – Östgötagården
- 1941 – Din tillvaros land
- 1942 – En best-seller
- 1942 – Vår gröna duva
- 1945 – Bok blir bakelit

Roller
- 1940 – Alle man på post

## Teater

### Regi  (ej komplett)
| År   | Produktion                                                                               | Upphovsmän                                                                                   | Teater                                                        |
| ---- | ---------------------------------------------------------------------------------------- | -------------------------------------------------------------------------------------------- | ------------------------------------------------------------- |
| 1936 | En dotter av Kina Lady Precious dream                                                    | Hsiung Shih-i                                                                                | Blancheteatern                                                |
| 1937 | Påsk                                                                                     | August Strindberg                                                                            | Kungl. Dramatiska Teatern                                     |
| 1938 | Gänget jobbar för en fotboll                                                             |                                                                                              | Göta Lejon                                                    |
| 1938 | Gösta Berlings saga                                                                      | Selma Lagerlöf                                                                               | Riksteatern                                                   |
| 1943 | Kungen dansar                                                                            | Staffan Tjerneld                                                                             | Skansens friluftsteater                                       |
| 1943 | Värmlänningarna                                                                          | Fredrik August Dahlgren och Andreas Randel                                                   | Skansens friluftsteater                                       |
| 1944 | Kröningskarusellen                                                                       | Staffan Tjerneld                                                                             | Skansens friluftsteater                                       |
| 1944 | Aktas för stötar                                                                         | Lars Gustav Hellström                                                                        | Dramatikerstudion 5 december 1944                             |
| 1944 | Vaknatten                                                                                | Helge Åkerhielm                                                                              | Dramatikerstudion 5 december 1944                             |
| 1947 | Romeo och Julia Romeo and Juliet                                                         | William Shakespeare Översättning Karl August Hagberg                                         | Norrköping-Linköping stadsteater                              |
| 1947 | Född i går Born yesterday                                                                | Garson Kanin Översättning Eva Tisell                                                         | Norrköping-Linköping stadsteater                              |
| 1947 | Venus One touch of Venus                                                                 | S. J. Perelman och Ogden Nash, Roland Levin och Kurt Weill Översättning Anita Halldén        | Norrköping-Linköping stadsteater                              |
| 1948 | Erik XIV                                                                                 | August Strindberg                                                                            | Norrköping-Linköping stadsteater                              |
| 1948 | Dagar på ett moln Dage paa en sky                                                        | Kjeld Abell Översättning Sven Barthel                                                        | Norrköping-Linköping stadsteater                              |
| 1948 | Av barn och dårar… Fools rush in                                                         | Kenneth Horne Översättning Eva Tisell                                                        | Norrköping-Linköping stadsteater                              |
| 1948 | Kära Ruth! Dear Ruth                                                                     | Norman Krasna Översättning Guido Valentin                                                    | Norrköping-Linköping stadsteater                              |
| 1948 | Strändernas svall                                                                        | Eyvind Johnson                                                                               | Norrköping-Linköping stadsteater, 10 november 1948            |
| 1949 | Det gåtfulla leendet The Gioconda Smile                                                  | Aldous Huxley Översättning Herbert Wärnlöf                                                   | Norrköping-Linköping stadsteater                              |
| 1949 | En komedi om kärlek Léocadia                                                             | Jean Anouilh Översättning Gustaf Bjurström och Tuve-Ambjörn Nyström                          | Norrköping-Linköping stadsteater                              |
| 1949 | Linje Lusta A Streetcar Named Desire                                                     | Tennessee Williams Översättning Sven Barthel                                                 | Norrköping-Linköping stadsteater                              |
| 1949 | Tre cirklar                                                                              | Erik Müller                                                                                  | Norrköping-Linköping stadsteater                              |
| 1949 | Cæsar och Cleopatra Caesar and Cleopatra                                                 | George Bernard Shaw Översättning Ebba Low och Gustaf Linden                                  | Norrköping-Linköping stadsteater                              |
| 1949 | En handelsresandes död Death of a Salesman                                               | Arthur Miller Översättning Sven Barthel                                                      | Norrköping-Linköping stadsteater                              |
| 1950 | Utanför dörren Draussen vor der Tür                                                      | Wolfgang Borchert Översättning Bengt Anderberg                                               | Norrköping-Linköping stadsteater                              |
| 1950 | Tre cirklar                                                                              | Erik Müller                                                                                  | Norrköping-Linköping stadsteater                              |
| 1950 | En vildfågel La sauvage                                                                  | Jean Anouilh Översättning Gustaf Bjurström och Tuve-Ambjörn Nyström                          | Norrköping-Linköping stadsteater                              |
| 1950 | Tjuvarnas paradis Oh, brother                                                            | Jacques Deval Översättning Eva Tisell                                                        | Norrköping-Linköping stadsteater                              |
| 1950 | Hans nåds testamente                                                                     | Hjalmar Bergman                                                                              | Norrköping-Linköping stadsteater                              |
| 1950 | De rättrådiga Les Justes                                                                 | Albert Camus Översättning Elsa Thulin                                                        | Norrköping-Linköping stadsteater                              |
| 1950 | Hamlet                                                                                   | William Shakespeare Översättning Karl August Hagberg                                         | Norrköping-Linköping stadsteater                              |
| 1951 | Blodsbröllop Bodas de Sangre                                                             | Federico García Lorca Översättning Karin Alin och Hjalmar Gullberg                           | Norrköping-Linköping stadsteater                              |
| 1951 | Rött månsken Ninotchka                                                                   | Melchior Lengyel och Marc-Gilbert Sauvajon Översättning Stig Ahlgren                         | Norrköping-Linköping stadsteater                              |
| 1951 | Robespierre                                                                              | Rudolf Värnlund Scenbearbetning Herbert Grevenius                                            | Norrköping-Linköping stadsteater                              |
| 1952 | Tiger-Harry                                                                              | Tore Zetterholm                                                                              | Norrköping-Linköping stadsteater                              |
| 1952 | I dag och i morgon Time and the Conways                                                  | J. B. Priestley Översättning Herbert Wärnlöf                                                 | Norrköping-Linköping stadsteater                              |
| 1952 | Swedenhielms                                                                             | Hjalmar Bergman                                                                              | Norrköping-Linköping stadsteater                              |
| 1952 | Stolpsängen The Fourposter                                                               | Jan de Hartog Översättning Herbert Wärnlöf                                                   | Norrköping-Linköping stadsteater                              |
| 1952 | Dans under stjärnorna L’invitation au Chateau                                            | Jean Anouilh Översättning Lennart Lagerwall                                                  | Norrköping-Linköping stadsteater                              |
| 1952 | Fångarnas natt A sleep of Prisoners                                                      | Christopher Fry Översättning Erik Lindegren                                                  | Norrköping-Linköping stadsteater                              |
| 1953 | Haman                                                                                    | Walentin Chorell                                                                             | Norrköping-Linköping stadsteater                              |
| 1953 | Peer Gynt                                                                                | Henrik Ibsen Översättning Karl Ragnar Gierow                                                 | Norrköping-Linköping stadsteater                              |
| 1953 | Drömflickan Dream Girl                                                                   | Elmer Rice Översättning Bengt Anderberg                                                      | Helsingborgs stadsteater                                      |
| 1953 | Swedenhielms                                                                             | Hjalmar Bergman                                                                              | Helsingborgs stadsteater                                      |
| 1953 | Henrik IV Enrico IV                                                                      | Luigi Pirandello Översättning Karin de Laval, Bearbetning Johan Falck                        | Helsingborgs stadsteater                                      |
| 1953 | Rendez-vous med lyckan Le Rendez-vous de Senlis                                          | Jean Anouilh Översättning Gustaf Bjurström och Tuve Ambjörn Nyström, Bearbetning Johan Falck | Helsingborgs stadsteater                                      |
| 1954 | Stormen The Tempest                                                                      | William Shakespeare Översättning Allan Bergstrand, Bearbetning Johan Falck                   | Helsingborgs stadsteater                                      |
| 1954 | Guds gröna ängar The Green Pastures                                                      | Marc Connelly Översättning J. N. Reuter                                                      | Helsingborgs stadsteater                                      |
| 1954 | Skådespelaren                                                                            | Rudolf Värnlund                                                                              | Helsingborgs stadsteater                                      |
| 1954 | Kärlek eller pengar For Love or Money                                                    | F. Hugh Herbert Översättning Elisabeth Lovén-Hansson                                         | Helsingborgs stadsteater                                      |
| 1955 | Kristina                                                                                 | August Strindberg                                                                            | Helsingborgs stadsteater                                      |
| 1955 | Dollargrinet The Solid Gold Cadillac                                                     | George S. Kaufman och Howard Teichmann Översättning Eva Tisell                               | Helsingborgs stadsteater                                      |
| 1955 | Madame Sans-Gêne                                                                         | Victorien Sardou och Émile Moreau Översättning Herbert Grevenius                             | Helsingborgs stadsteater                                      |
| 1955 | Mayerlingdramat The Masque of Kings                                                      | Maxwell Anderson Översättning Karl-Ragnar Gierow                                             | Helsingborgs stadsteater                                      |
| 1956 | El Matador Bullfight                                                                     | Leslie Stevens Översättning Mårten Edlund                                                    | Helsingborgs stadsteater                                      |
| 1956 | Kameliadamen La Dame aux camélias                                                        | Alexandre Dumas den yngre Översättning Herbert Grevenius                                     | Helsingborgs stadsteater                                      |
| 1956 | Gröna fracken L'Habit vert                                                               | Gaston Arman de Caillavet och Robert de Flers Översättning Stig Ahlgren                      | Helsingborgs stadsteater                                      |
| 1956 | Balladen om ingen                                                                        | Johannes W. Klefisch                                                                         | Helsingborgs stadsteater                                      |
| 1956 | Toreadorvalsen La Valse de toréadors                                                     | Jean Anouilh Översättning Lennart Lagerwall                                                  | Helsingborgs stadsteater                                      |
| 1957 | Barberaren i Sevilla Le Barbier de Séville                                               | Pierre de Beaumarchais Översättning Allan Bergstrand                                         | Helsingborgs stadsteater                                      |
| 1957 | Ett brott                                                                                | Sigfrid Siwertz                                                                              | Helsingborgs stadsteater                                      |
| 1957 | Ut med narren! Take the Fool away                                                        | J.B. Priestley Översättning Göran O. Eriksson                                                | Helsingborgs stadsteater                                      |
| 1957 | Sjuttonde dockans sommar Summer of the Seventeenth Doll                                  | Ray Lawler Översättning Herbert Wärnlöf                                                      | Helsingborgs stadsteater                                      |
| 1958 | Sankta Johanna Saint Joan of Arc                                                         | George Bernard Shaw Översättning Ebba Low och Gustaf Linden                                  | Helsingborgs stadsteater                                      |
| 1958 | Figaros bröllop eller Den uppochnervända dagen La Folle Journée, ou Le Mariage de Figaro | Pierre de Beaumarchais Översättning Allan Bergstrand                                         | Helsingborgs stadsteater                                      |
| 1958 | Tolvskillingsoperan Die Dreigroschenoper                                                 | Bertolt Brecht och Kurt Weill Översättning Ebbe Linde                                        | Helsingborgs stadsteater                                      |
| 1958 | Farväl till kärleken                                                                     | Herbert Grevenius                                                                            | Helsingborgs stadsteater, 8 oktober 1958                      |
| 1959 | Så tuktas en argbigga The Taming of the Shrew                                            | William Shakespeare Översättning Carl August Hagberg                                         | Helsingborgs stadsteater Regi tillsammans med Edvin Adolphson |
| 1959 | Tolv edsvurna män 12 Angry Men                                                           | Reginald Rose Översättning Erik Müller                                                       | Helsingborgs stadsteater                                      |
| 1959 | Besök av gammal dam Der Besuch der alten Dame                                            | Friedrich Dürrenmatt Översättning Britt G. Hallqvist                                         | Göteborgs stadsteater                                         |
| 1961 | Fridas visor                                                                             | Birger Sjöberg                                                                               | Göteborgs stadsteater, 15 mars 1961                           |
| 1962 | Sergeanten dansar Serjeant Musgrave's Dance                                              | John Arden                                                                                   | Göteborgs stadsteater                                         |
| 1963 | Mycket väsen för ingenting                                                               | William Shakespeare                                                                          | Göteborgs stadsteater, 11 oktober 1963                        |
| 1964 | Kungen dör Le roi se meurt                                                               | Eugène Ionesco                                                                               | Göteborgs stadsteater                                         |
| 1964 | Födelsedagskalaset                                                                       | Harold Pinter                                                                                | Göteborgs stadsteater, 25 april 1964                          |
| 1964 | Revisorn                                                                                 | Nikolaj Gogol                                                                                | Göteborgs stadsteater, 16 oktober 1964                        |
| 1964 | Kvinnas man                                                                              | Vilhelm Moberg                                                                               | Göteborgs stadsteater, november 1964                          |
| 1967 | Himmelrikets nycklar eller Sankte Per vandrar på jorden                                  | August Strindberg                                                                            | Norrköping-Linköping stadsteater                              |
| 1973 | Änklingars hus Widowers' Houses                                                          | George Bernard Shaw Översättning Johan Falck                                                 | Norrköping-Linköping stadsteater                              |

### Scenografi
| År   | Produktion                        | Upphovsmän                                                                 | Regi        | Teater                           | Noter                                                    |
| ---- | --------------------------------- | -------------------------------------------------------------------------- | ----------- | -------------------------------- | -------------------------------------------------------- |
| 1950 | De rättrådiga Les Justes          | Albert Camus Översättning Elsa Thulin                                      | Johan Falck | Norrköping-Linköping stadsteater |                                                          |
| 1954 | Stormen The Tempest               | William Shakespeare Översättning Allan Bergstrand, Bearbetning Johan Falck | Johan Falck | Helsingborgs stadsteater         | Scenografi tillsammans med Olle Montelius                |
| 1956 | Balladen om ingen                 | Johannes W. Klefisch                                                       | Johan Falck | Helsingborgs stadsteater         |                                                          |
| 1957 | Ut med narren! Take the Fool away | J.B. Priestley Översättning Göran O. Eriksson                              | Johan Falck | Helsingborgs stadsteater         | Scenografi och kostym tillsammans med Torolf G. Engström |

## Radioteater
| År   | Produktion | Upphovsmän                                   |
| ---- | ---------- | -------------------------------------------- |
| 1952 | Trångbodda | Ingeborg Solberg Översättning Claes Hoogland |